# Jorge Echavarría
Jorge Arturo Echavarría Alemán o Arturo Echavarría (18 de enero de 1988, Río Bravo, Tamaulipas, México) es un futbolista mexicano, que juega como Volante en el Loros de Colima del Ascenso MX.

## Clubes
| Club                    | País   | Año           |
| ----------------------- | ------ | ------------- |
| Indios                  | México | 2009 - 2011   |
| Altamira Fútbol Club    | México | 2012          |
| Querétaro Fútbol Club   | México | 2012-2015     |
| Deportivo Tepic         | México | 2015-2017     |
| Club Atlético Zacatepec | México | 2017-2018     |
| Potros de la UAEM       | México | 2018-2019     |
| Loros de Colima         | México | 2019-Presente |